# 大網白里市
大網白里市（おおあみしらさとし）は、千葉県の中部に位置する市。都市雇用圏における東京都市圏に属し、住宅都市としての性質が強い。千葉県内唯一の漢字4文字市名である。

## 地理
千葉県中央部に位置し、県庁所在地である千葉市の東隣にあり、東京都の都心から50 - 60キロメートル圏内である。都市雇用圏における東京都市圏に含まれ、通勤率は、千葉市へ18.8%・東京都特別区部へ11.7%（いずれも平成22年国勢調査）。
太平洋（外房）に面し、九十九里平野および九十九里浜（九十九里海岸）の南西部に位置する。東西に細長い市域は、西部の「大網地区」である丘陵部、中央部の「増穂地区」である広大な田園部、東部の「白里地区」である海岸部を有している。

### 市域
- 面積 58.06平方キロメートル[3]
- 東西 約14キロメートル
- 南北 約7キロメートル
- 海岸線 約3.5キロメートル

### 隣接する自治体
- 千葉市（緑区）
- 東金市
- 茂原市
- 山武郡：九十九里町
- 長生郡：白子町

## 歴史

### 沿革
- 1954年（昭和29年）12月1日 - 山武郡大網町・白里町・増穂村が新設合併し大網白里町が発足[4]。
- 1955年（昭和30年）7月1日 - 現在の市章となる町章を制定する[5][6]。
- 1957年（昭和32年）11月1日 - 長生郡本納町の一部（清水の一部）を編入。
- 1993年（平成5年）10月1日 - 東金市と境界変更。
- 2012年（平成24年）1月1日 - 茂原市と境界変更。
- 2013年（平成25年）1月1日 - 単独市制を施行し、大網白里市となる[7][8]。
  - 千葉県内の単独市制施行は2002年（平成14年）4月1日の富里市以来10年9か月ぶりとなる。また、山武郡での単独市制施行はこれが初めてとなる。なお、単独市制施行の一時期、当市は市制施行の要件である5万人を下回ったことがあった。

## 人口
単独市制施行前は千葉県の町で最も人口が多く、2005年以降は住民登録人口が5万人を超えていた。そして、2010年の国勢調査における人口も50,122人となったことから人口に関しては市制施行の条件を満たし、町長はこれに向けた取り組みを行うことを表明した。
2012年（平成24年）11月15日の総務省告示第三百九十六号により、2013年（平成25年）1月1日に市制を施行した。
| |                                            |  |
| 大網白里市と全国の年齢別人口分布（2005年） | 大網白里市の年齢・男女別人口分布（2005年） |  |
| ■紫色 ― 大網白里市 ■緑色 ― 日本全国 | ■青色 ― 男性 ■赤色 ― 女性                  |  |
| 大網白里市（に相当する地域）の人口の推移 \| 1970年（昭和45年） \| 21,939人 \| \| \| 1975年（昭和50年） \| 23,099人 \| \| \| 1980年（昭和55年） \| 25,802人 \| \| \| 1985年（昭和60年） \| 29,460人 \| \| \| 1990年（平成2年） \| 33,833人 \| \| \| 1995年（平成7年） \| 42,363人 \| \| \| 2000年（平成12年） \| 47,036人 \| \| \| 2005年（平成17年） \| 49,548人 \| \| \| 2010年（平成22年） \| 50,113人 \| \| \| 2015年（平成27年） \| 49,184人 \| \| \| 2020年（令和2年） \| 48,129人 \| \| |                                            |  |
| 総務省統計局 国勢調査より |                                            |  |
| 1970年（昭和45年） | 21,939人                                   |  |
| 1975年（昭和50年） | 23,099人                                   |  |
| 1980年（昭和55年） | 25,802人                                   |  |
| 1985年（昭和60年） | 29,460人                                   |  |
| 1990年（平成2年） | 33,833人                                   |  |
| 1995年（平成7年） | 42,363人                                   |  |
| 2000年（平成12年） | 47,036人                                   |  |
| 2005年（平成17年） | 49,548人                                   |  |
| 2010年（平成22年） | 50,113人                                   |  |
| 2015年（平成27年） | 49,184人                                   |  |
| 2020年（令和2年） | 48,129人                                   |  |

## 行政
- 市長：金坂昌典（2011年1月17日に町長就任、2013年1月1日に市制施行により市長就任）

### 歴代市長・町長
歴代町長
| 代 | 氏名       | 就任                       | 退任                       | 備考 |
| -- | ---------- | -------------------------- | -------------------------- | ---- |
| 1  | 内山仲     | 1954年（昭和29年）12月26日 | 1964年（昭和39年）9月21日  |      |
| 2  | 富田直恵   | 1964年（昭和39年）9月22日  | 1971年（昭和46年）12月4日  |      |
| 3  | 土屋轍正   | 1972年（昭和47年）1月17日  | 1975年（昭和50年）1月16日  |      |
| 4  | 加藤岡誠一 | 1975年（昭和50年）1月17日  | 1987年（昭和62年）1月16日  |      |
| 5  | 石橋捷洋   | 1987年（昭和62年）1月17日  | 1999年（平成11年）1月16日  |      |
| 6  | 堀内慶三   | 1999年（平成11年）1月17日  | 2011年（平成23年）1月16日  |      |
| 7  | 金坂昌典   | 2011年（平成23年）1月17日  | 2012年（平成24年）12月31日 |      |

歴代市長
| 代 | 氏名     | 就任                     | 退任 | 備考                   |
| -- | -------- | ------------------------ | ---- | ---------------------- |
| 1  | 金坂昌典 | 2013年（平成25年）1月1日 | 現職 | 市制施行により市長就任 |

### 紋章
- 1955年7月1日に現在の市章である町章を制定した[5][6]。

## 議会

### 市議会
- 定数：18人
- 任期：2023年12月1日 - 2027年11月30日[12]

### 衆議院
- 選挙区：千葉11区（茂原市、東金市、勝浦市、山武市、いすみ市、大網白里市、山武郡（芝山町、九十九里町、横芝光町の旧横芝町域）、長生郡、夷隅郡）
- 任期：2024年10月27日 - 2028年10月26日
- 当日有権者数：34万8408人
- 最終投票率：49.43%（前回比：▼1.95%） （全国投票率：53.85%（▼2.08%）

| 当落 | 候補者名 | 年齢 | 所属党派     | 新旧別 | 得票数   | 重複 |
| ---- | -------- | ---- | ------------ | ------ | -------- | ---- |
| 当   | 森英介   | 75   | 自由民主党   | 前     | 92,187票 |      |
| 比当 | 多ケ谷亮 | 55   | れいわ新選組 | 前     | 45,616票 | ◯    |
|      | 椎名史明 | 67   | 日本共産党   | 新     | 22,720票 |      |

## 商業

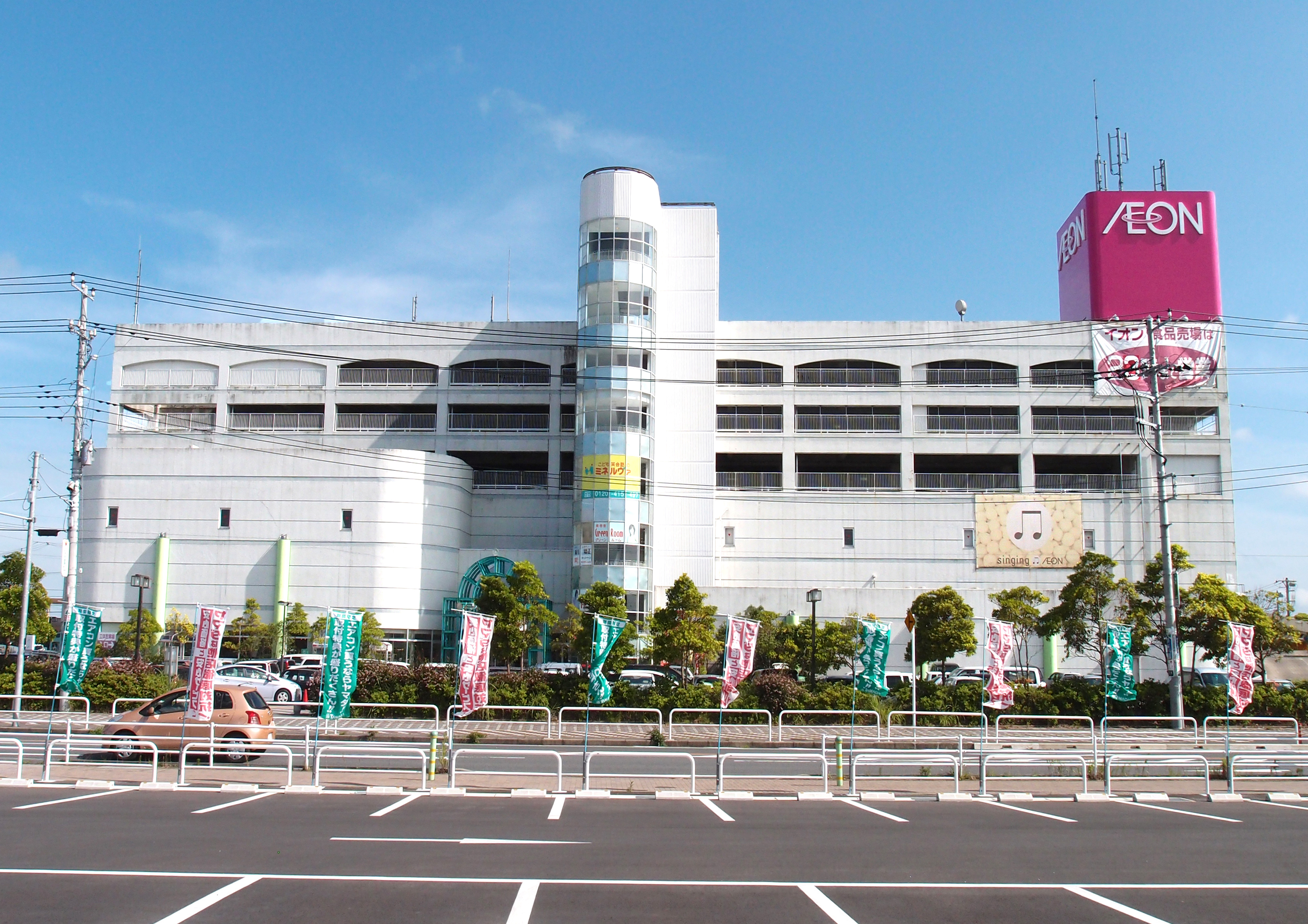
アミリィ大網白里ショッピングセンター

### 主な商業施設
- アミリィ大網白里ショッピングセンター
- 業務スーパー大網店
- ベイシア大網白里店
- DCM大網永田店
- ケーズデンキ大網白里店
- ヤマダデンキ テックランド大網白里店
- ファッションセンターしまむら大網店
- TSUTAYA大網白里店
- コメリパワー大網白里店

## 姉妹都市
- 群馬県中之条町（群馬県吾妻郡）

## 地域

### 教育

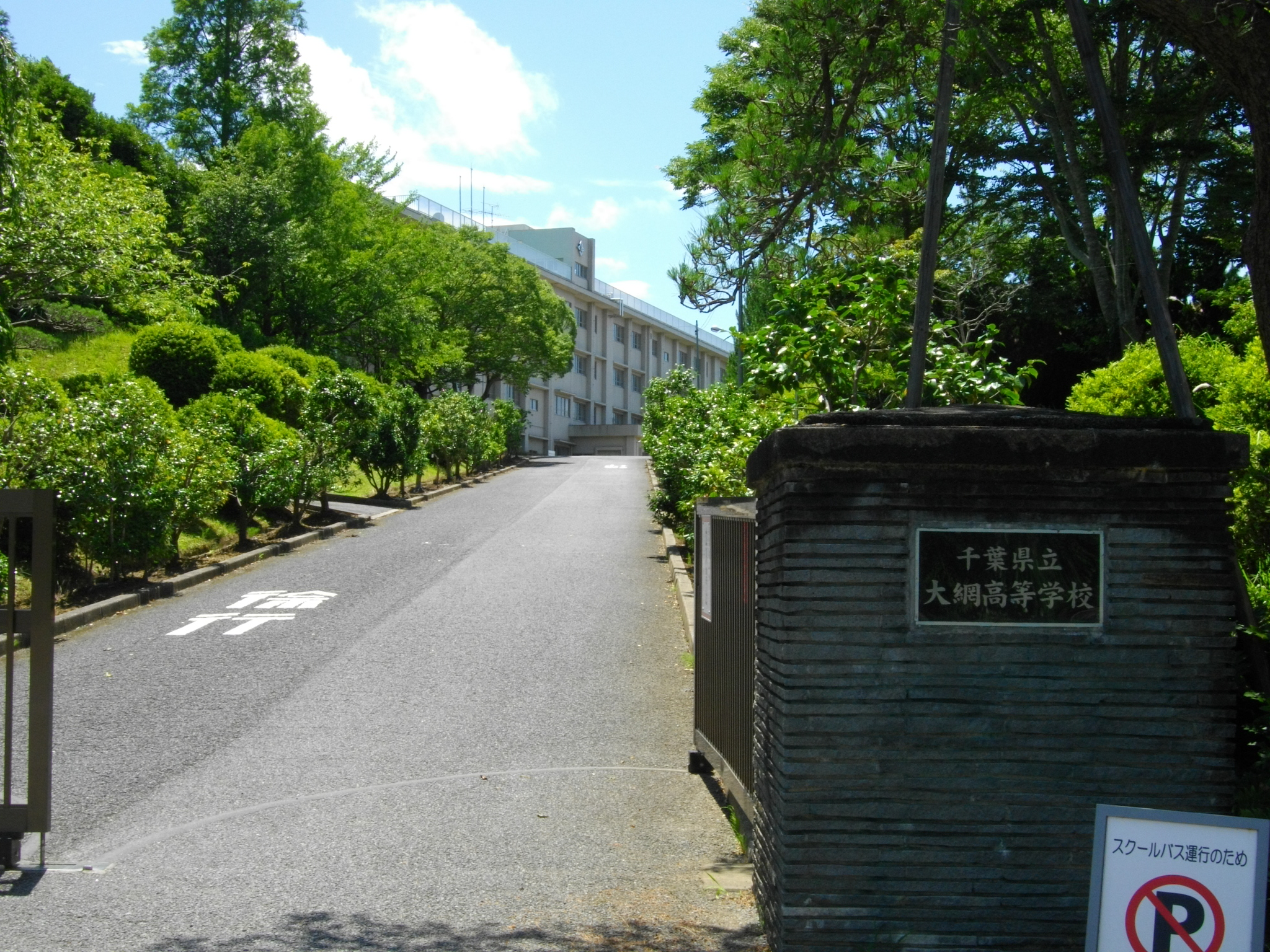
千葉県立大網高等学校

#### 小学校
- 大網白里市立大網小学校
- 大網白里市立大網東小学校
- 大網白里市立白里小学校
- 大網白里市立瑞穂小学校
- 大網白里市立増穂小学校
- 大網白里市立増穂北小学校
- 大網白里市立季美の森小学校

#### 中学校
- 大網白里市立大網中学校
- 大網白里市立白里中学校
- 大網白里市立増穂中学校

#### 高等学校
- 千葉県立大網高等学校

### 公共施設

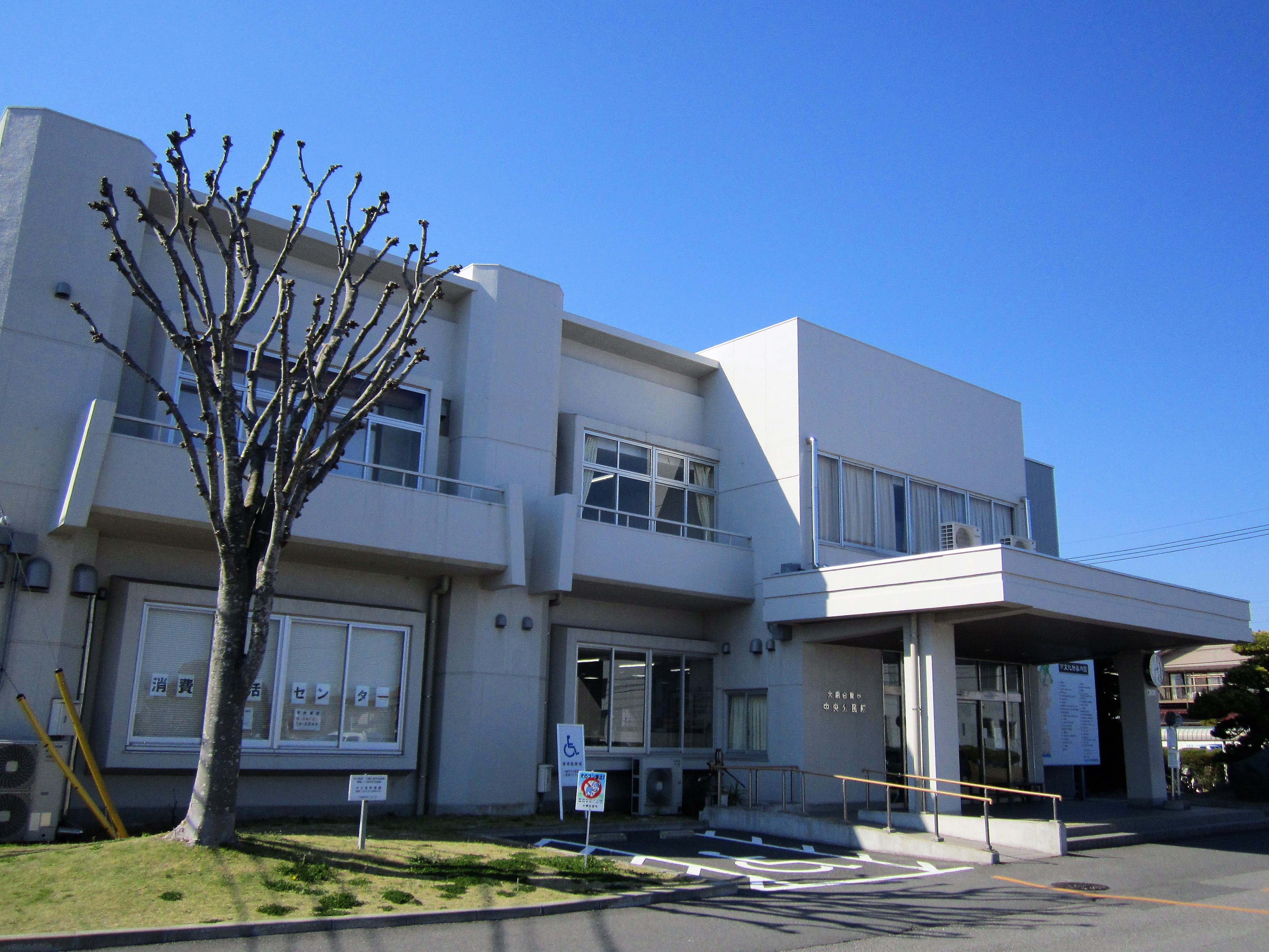
大網白里市中央公民館

#### 文化施設
- 大網白里市中央公民館
- 大網白里市図書室
- 大網白里市保健文化センター
- 山武郡市文化財センター

#### 体育施設
- 大網白里アリーナ
- 大網白里市営サッカー場

#### 医療施設
- 大網白里市立国保大網病院

## 交通

### 鉄道路線

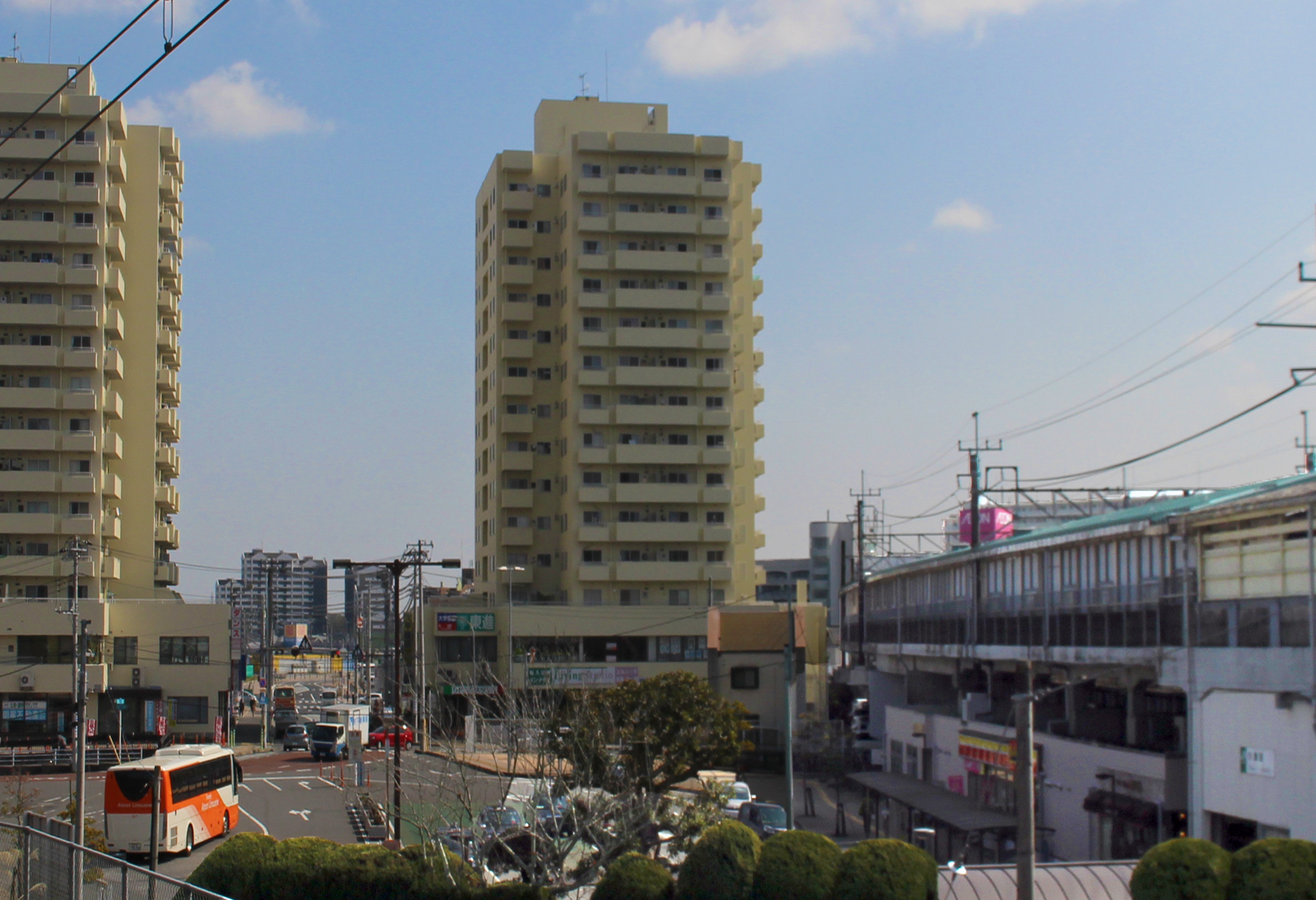
大網駅

東日本旅客鉄道（JR東日本）
- 外房線
  - 大網駅 - 永田駅
- 東金線
  - 大網駅

### バス路線

#### 高速バス
路線名と主な停留所を記述する。
※太字は市内設置のバス停留所名を示す。
- アクアライン高速バス
  - 羽田空港線（千葉中央バス・東京空港交通）：大網駅 ⇔ 羽田空港
- 東関道高速バス
  - 東京線
    - 白子線（小湊鉄道）：白子中里 - 白里海岸 - 大網駅 - 山田インター・みきの湯前 ⇔ バスターミナル東京八重洲 - 東雲車庫

#### 路線バス
- 小湊鉄道
- 千葉中央バス
- 九十九里鉄道
- 大網白里市コミュニティバス

### 道路
- 高速道路
  - C4首都圏中央連絡自動車道（圏央道）
    - 大網白里スマートIC
- 有料道路
  - 九十九里有料道路
    - 真亀PA - 白里IC

  - 東金九十九里有料道路
- 一般国道
  - 国道128号
  - 国道409号
- 主要地方道
  - 千葉県道20号千葉大網線（大網街道）
  - 千葉県道30号飯岡一宮線（九十九里ビーチライン）
  - 千葉県道83号山田台大網白里線
- 一般県道
  - 千葉県道123号一宮片貝線
  - 千葉県道138号正気茂原線

## 名所・旧跡・観光スポット・祭事・催事

### 名所・旧跡

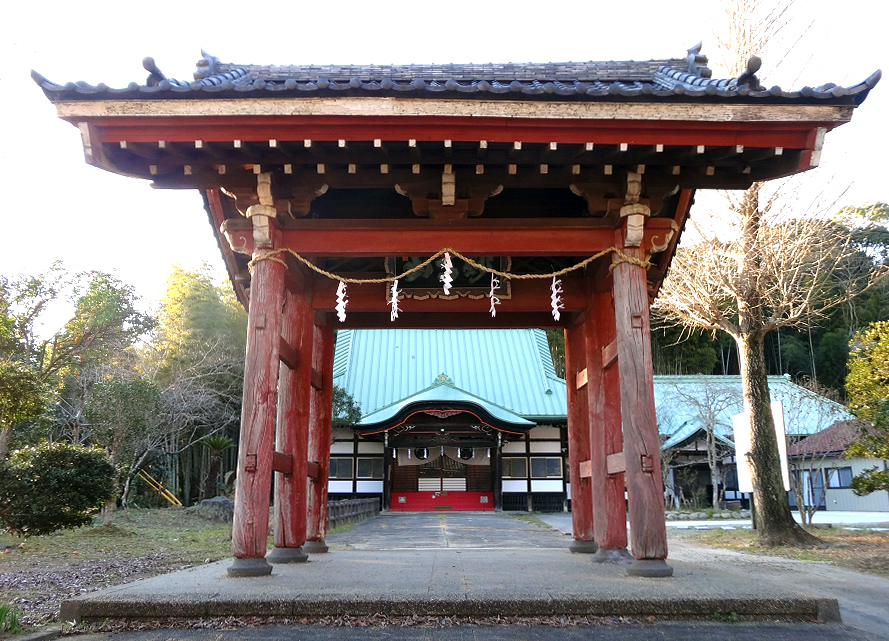
正法寺（小西檀林）

- 縣神社
- 八幡神社
- 稲生神社
- 矢口神社
- 本国寺
- 正法寺（小西檀林）
- 遠霑寺（細草檀林）
- 要行寺
- 方墳寺跡（お塚山）
- 大網城跡
- 小西城跡
- 永田城跡
- 宮谷県庁跡（県指定史跡）
- 経塚（七里法華）
- 稲葉迂斎の孤松庵跡

### 観光スポット
- 小中池公園（ため池百選）
- 南玉不動尊の滝
- 十枝の森 ‐ 自然公園。両総用水事業実現に尽力した福岡村長・十枝雄三の邸宅跡地。十枝家は400年続く地元の旧家で、雄三の次代当主（15代）が自然保護を条件に市に寄贈した[13][14]。

#### 海水浴場
- 九十九里海岸（九十九里浜）
  - 北今泉海水浴場
  - 南四天木海水浴場
  - 白里中央海水浴場
    - 白里サーフスポット

### 祭事・催事
- 永田獅子舞
- 文化フェスタin本國寺
- 朝市（毎週日曜日に開催[15]）
- 遊楽市（毎週日曜日に開催）

### 文化財
| 番号 | 指定・登録 | 類別                     | 名称                           | 所在地               | 所有者または管理者 | 指定年月日       | 備考 |
| ---- | ---------- | ------------------------ | ------------------------------ | -------------------- | ------------------ | ---------------- | ---- |
| 1    | 県指定     | 有形文化財（絵画）       | 板絵馬著色武者絵               | 千葉県立中央博物館   | 県神社             | 昭和37年5月1日   | 2面  |
| 2    | 県指定     | 有形文化財（彫刻）       | 木造日蓮聖人坐像               | 大網白里市大網3002   | 本国寺             | 平成16年3月30日  | 1躯  |
| 3    | 県指定     | 記念物（史跡）           | 宮谷県庁跡                     | 大網白里市大網2996他 | 本国寺             | 昭和29年12月21日 |      |
| 4    | 国登録     | 登録有形文化財（建造物） | 熱海輪店（旧千葉銀行大網支店） | 大網白里市大網686-1  | 個人               | 平成11年8月23日  | 1件  |

## 出身有名人

### 歴史上の人物
- 石井雙石（篆刻家）
- 石井林響（日本画家）
- 斉藤巻石（日本画家）
- 篠崎司直（歴史学者）
- 北田正董（自由民権運動家・東京弁護士会会長）

### 芸能人
- 矢部順子（アナウンサー）
- 桜井幸子（元女優）
- 大堀恵（タレント、元SDN48）
- 4代目芳村伊三郎（江戸文化文政期の長唄の家元・与話情浮名横櫛 別名「お富与三郎」原案者）

### スポーツ選手
- 金坂克子　(バレーボール選手、モントリオールオリンピック金メダリスト）
- 松本啓二朗（元プロ野球選手、横浜DeNAベイスターズ元選手）
- 有吉優樹（プロ野球選手、千葉ロッテマリーンズ→横浜DeNAベイスターズ選手）
- 内山俊彦（プロサッカー選手）
- 宮間あや（女子サッカー選手、なでしこJAPAN）
- 中村慶太（プロサッカー選手）
- 大見嵜八之助（元力士）
- 紫雲竜吉之助（元力士）
- 竜ヶ嵜松太郎（元力士）
- 土居美咲（テニス選手）
- NAKADAI（プロ格闘家）
- 中野真矢（二輪レーサー）